# Юлий Юлиан
Юлий Юлиан (на латински: Iulius Iulianus) е политик на Римската империя през 4 век и роднина с Константиновата династия.
Юлиан е баща на Базилина, която се омъжва за Юлий Констанций и става майка на император Юлиан Апостат. Баща е и на Юлиан, който става при Констанций II управител на Фригия.
Юлиан е през 314 г. префект на Египет.
От 315 г. до септември 324 г. той е преториански префект на император Лициний.
През май 325 г. той става (консул posterior) суфектконсул на мястото на Валерий Прокул заедно със Секст Аниций Фауст Павлин.